# Automobil

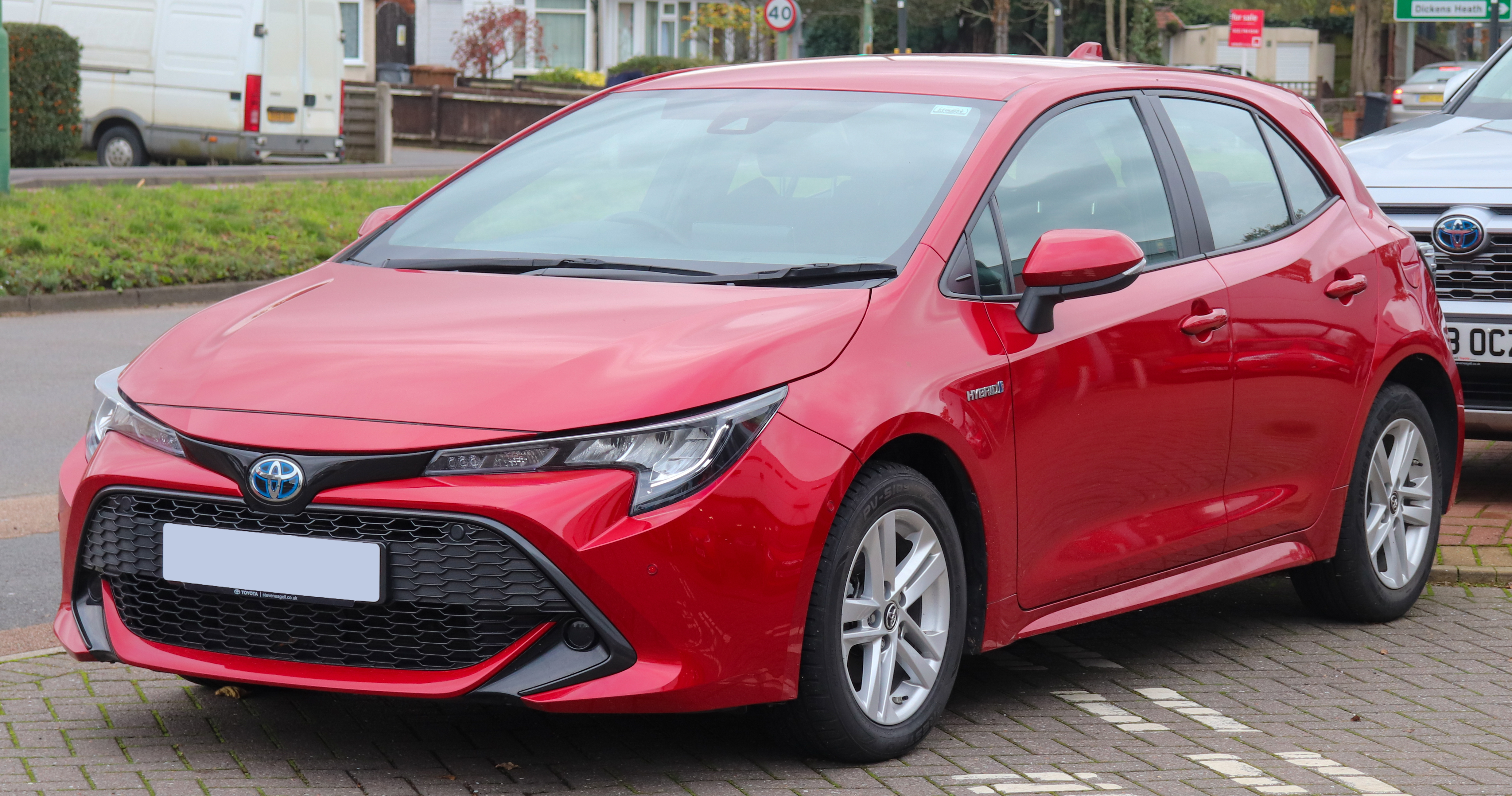
Automobil Toyota Corolla je nejprodávanějším automobilem v historii (produkce této modelové řady začala v roce 1966, celkem bylo vyrobeno více než 50 milionů vozů)

Automobil (zkráceně auto, z řeckého αυτός autos, sám, a latinského mobilis, pohyblivý) je dvoustopé osobní nebo nákladní silniční motorové vozidlo. Oproti této definici se mezi automobily obvykle neřadí autobusy. Jedná se o jeden z mnoha dopravních prostředků. Rozdělují se dle druhu pohonu, např. parní stroj, dieselové, zážehové, elektro aj.

## Původ a etymologický význam slova

Počet osobních automobilů ve světě na 1000 obyvatel (roku 2011)

Slovo automobil (zastarale kolojezd) pochází z řeckého άυτο („áuto“), samostatně a latinského mobilis ve významu pohyblivý. Často se používá zkrácený tvar auto, ve starší češtině byl rovněž užíván doslovný překlad slova automobil – samohyb. Automobil je tedy etymologicky definován jako samostatně se pohybující pozemní dopravní prostředek, který je nezávislý na kolejích nebo trolejích a k jehož pohybu není třeba tažných zvířat či lidské síly a je schopen se po zemi pohybovat díky svému vlastnímu pohonu. Této definici, která zahrnuje i motorová jednostopá vozidla (motorky, mopedy, motorová jízdní kola), autobusy a pojízdné pracovní stroje, však odpovídá v právních předpisech termín motorové vozidlo. Slovo automobil (auto) se používá v užším významu.

## Historie
| Nedůvěra vůči oběma pánům zřejmě se ztrácela, zvláště uváží-li se, že přijeli v automobilu. V počátcích automobilismu bývalo vlastnění automobilu známkou důvěryhodnosti. |
| |

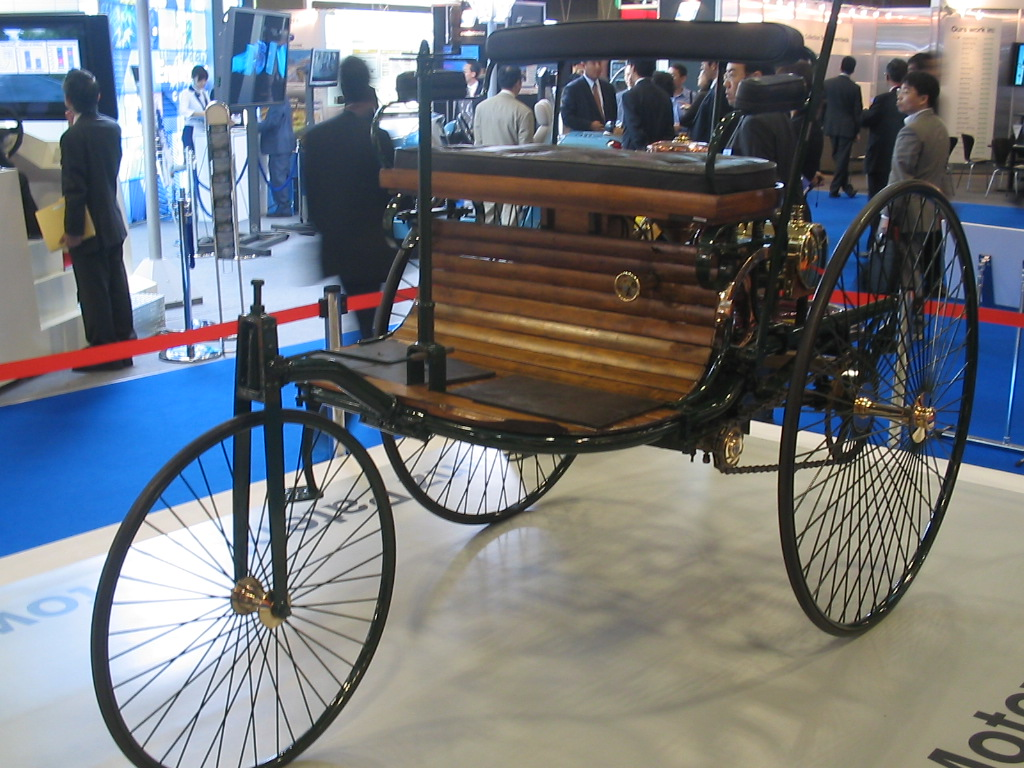
Benz Auto, 1886

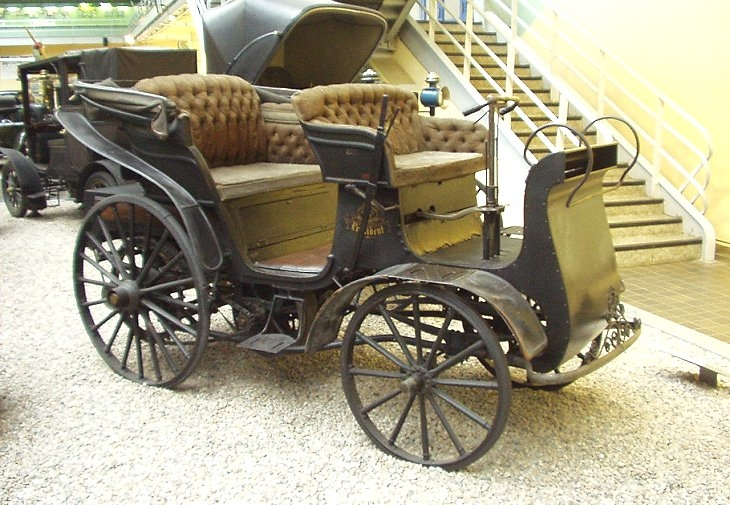
První automobil vyrobený v Rakousku-Uhersku v roce 1897 – NW Präsident

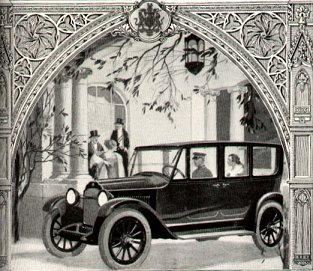
Willys-Knight (1920)

Nejvýznamnější část historie automobilů se začala psát koncem 18. století, kdy byly realizovány první úspěšné pokusy s vozidly poháněnými parním strojem. K jejich prvním konstruktérům patřili Skot James Watt a nebo Francouz Nicolas Joseph Cugnot. Jeho parní stroj uvezl v roce 1769 čtyři pasažéry a dokázal vyvinout rychlost až 9 km za hodinu.
Počátek 19. století byl stále doménou parních strojů, které se postupně zlepšovaly a zrychlovaly. Nic to ovšem neměnilo na jejich provozní náročnosti a těžkopádnosti. Zvrat nastal ve druhé polovině 19. století, kdy se konstruktérům podařilo zprovoznit první spalovací motory. V letech 1862 až 1866 vyvinul Nicolaus Otto první čtyřdobý spalovací motor.
Vlastní vývoj dnešních automobilů začal v roce 1885 v německém Mannheimu u Karla Benze, který si nechal patentovat svoji motorovou tříkolku. První dálkovou jízdu s automobilem podnikla Bertha Benzová 5. srpna 1888, a to cestu z Mannheimu do Pforzheimu.
V roce 1887 zcela nezávisle na Karlu Benzovi začal automobily stavět také Gottlieb Daimler, který při výrobě motorů spolupracoval s Wilhelmem Maybachem. V roce 1897 pak Němec Rudolf Diesel sestrojil první provozuschopný vznětový motor.
Prvním automobilem vyrobeným na území dnešní České republiky byl v letech 1888–1889 druhý Marcusův automobil vyrobený v adamovském podniku. Prvním funkčním automobilem vyrobeným na území dnešní České republiky byl v roce 1897 NW Präsident (na počest prezidenta rakouského autoklubu) postavený v Kopřivnické vozovce, tehdy Nesselsdorfer Wagenbau-fFbriks-Gesellschaft – ve zkratce NW, (dnešní automobilka Tatra). V roce 1898 následoval první nákladní automobil. Automobily Benz začaly být roku 1898 vybavovány otočným řídicím čepem.
Počátkem 20. století se stejně tak objevily první elektromobily. Soutěž mezi automobily s parním, elektrickým a spalovacím motorem trvala téměř až do konce prvního desetiletí 20. století. Poté začaly dominovat automobily se spalovacím motorem i když z hlediska efektivity přenosu energie je i po století vývoje dvakrát výhodnější elektromobil. Elektromobil je zároveň mnohem šetrnější k životnímu prostředí. Jsou s ním spojovány následující výhody: snížení emisí znečišťujících látek vypouštěných do ovzduší, snížení hlukové zátěže vznikající při provozu vozidla, snížení emisí skleníkových plynů s cílem snížit dopady dopravy na změny klimatu a snížení spotřeby fosilních paliv. Na druhou stranu jsou jako hlavní bariéry rozšíření používání elektromobilů uváděny zejména technické parametry, např. vlastnosti baterie (vysoká cena, doba nabíjení, kapacita), nejistá životnost a bezpečnost. Další významnou bariérou je dobíjecí infrastruktura a její dostupnost a flexibilita, ale také standardizace dobíjecích systémů a stanic (v současnosti se používají dva hlavní systémy: CHAdeMO a CCS).
Ve dvacátém století se benzínem či naftou poháněné automobily staly nejvýznamnějším dopravním prostředkem. Revoluci ve výrobě a masové rozšíření automobilů odstartoval v USA Henry Ford tím, že vymyslel a vyrobil lidově dostupný automobil. Slavný Ford model T byl uveden na trh v roce 1908 a byl vyráběn až do roku 1927.

## Charakteristické rozměry osobních automobilů

### Rozvor náprav
Vzdálenost os přední a zadní nápravy.

### Rozchod nápravy
Vzdálenost středů otisků pneumatik jedné nápravy. Rozchod přední a zadní nápravy vozidla se zpravidla liší.

### Délka
Vzdálenost svislých rovin, které se dotýkají předního a zadního konce vozidla.

### Šířka
Do šířky se nezapočítávají zpětná zrcátka, obrysová a směrová světla, pružné části apod.

### Výška
Výška se měří při pohotovostní hmotnosti automobilu.

### Převis přední a zadní
Vzdálenost od svislé roviny procházející osou kola k nejvzdálenějšímu bodu na přední/zadní části vozidla.

### Nájezdový úhel přední a zadní
Určuje se při maximálním zatížení vozidla. Je to úhel mezi podložkou a rovinou, která je tečná k pneumatikám a neleží pod ní žádný bod karoserie před/za nápravou.

### Světlá výška
Vzdálenost nejnižšího bodu podvozku nebo karoserie od vozovky, měří se při zatížení automobilu maximální povolenou užitečnou hmotností.

## Třídy osobních automobilů
Podle charakteristických rozměrů jsou osobní automobily rozděleny do tříd. V současnosti je možné pozorovat tendenci neustálého nárůstu jak velikosti automobilů, tak výkonu jejich motorů. Hranice jednotlivých tříd se proto stále posunují.
Rozdělení jednotlivých modelů v roce 2014:
| Třída                      | mini     | nižší        | nižší střední | nižší střední | střední        | střední       | vyšší střední | velká / luxusní | velká / luxusní |
| -------------------------- | -------- | ------------ | ------------- | ------------- | -------------- | ------------- | ------------- | --------------- | --------------- |
| Skupina                    | A        | B            | C             | C             | D              | D             | E             | F               | F               |
| Skupina                    | 1        | 2            | 3.1           | 3.2           | 4.1            | 4.2           | 5             | 6               | 7               |
| Délka (mm)                 | <3900    | <4300        | <4500         | <4600         | <4700          | <4800         | <5000         | <5200           | <5200           |
| Rozvor (mm)                | <2500    | <2600        | <2700         | <2700         | <2800          | <2800         | <2900         | <3000           | <3000           |
| Běžný výkon (kW)           | <45      | 40–132       | 59–190        | 59–190        | 75–210         | 75–210        | 100–270       | 170+            | 170+            |
| Příklad vozů Mercedes-Benz |          |              | A             | B             | C              |               | E             | S               | GLS             |
| Příklad vozů BMW           |          |              | Řada 1        | Řada 2        | Řada 3         | Řada 4        | Řada 5        | Řada 7          |                 |
| Příklad vozů Audi          |          | A1           | A3            |               | A4             | A5 Sportback  | A6            | A8              |                 |
| Příklad vozů VW            | up!      | Polo         | Golf          | Jetta         |                | Passat        |               | Phaeton         |                 |
| Příklad vozů Škoda         | Citigo   | Fabia        | Rapid         | Octavia       |                | Superb        |               |                 |                 |
| Příklad vozů Ford          | Ka       | Fiesta       | C-MAX         | Focus         | S-MAX          | Mondeo        | Falcon        | Taurus          | Thunderbird     |
| Příklad vozů Toyota        | Aygo     | Yaris        | Auris         | Prius         | Innova         | Avensis       | Cruiser       | Tundra          | Century         |
| Příklad vozů Peugeot       | 108      | 208          | 308           | 408           |                | 508           |               |                 |                 |
| Příklady dalších vozů      | Fiat 500 | Renault Clio | Kia Cee'd     | Opel Astra    | Renault Laguna | Opel Insignia | Volvo XC70    | Jaguar XJ       | Lexus LS        |

## Základní části automobilu

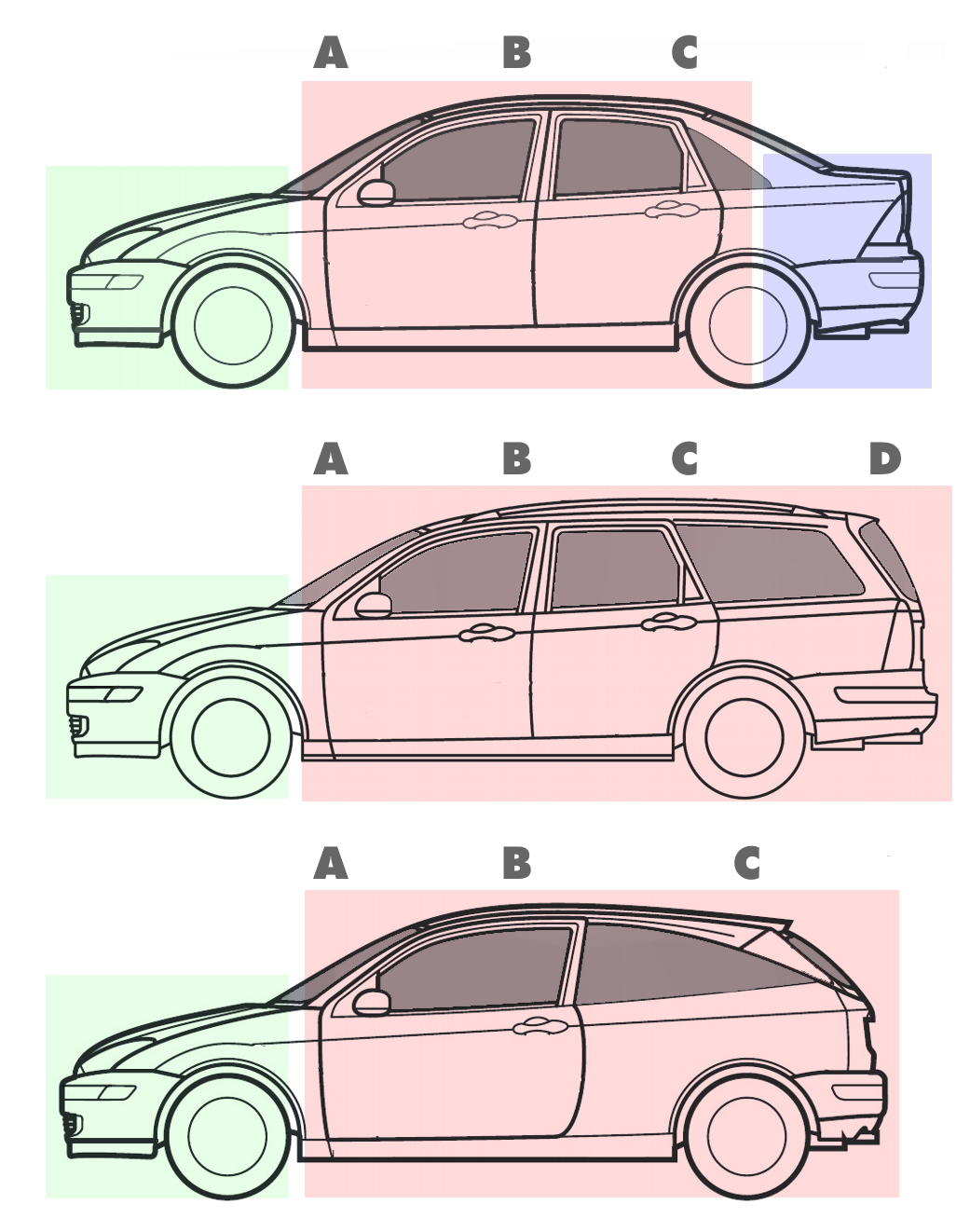
Typické konfigurace karosérie: sedan, kombi a hatchback

Základními technickými částmi současných osobních automobilů jsou karoserie, podvozek, hnací soustava, příslušenství, výstroj a výbava.

### Karoserie
Karoserie představuje u většiny současných automobilů jeho nosnou část. Poskytuje prostor pro posádku a náklad a umožňuje montáž všech ostatních částí vozidla. Karoserie historicky starších vozidel byla pojata jako podvozková. Byla tvořena nosným rámem z (převážně ocelových) nosníků, na které byly přivařeny kapotovací plechy, které tvořily uzavřený prostor vozidla. Karoserie dnešních vozidel je koncipována jako samonosná, to znamená, že neobsahuje nosný rám. Nosnou funkci přebírají samotné kapotovací plechy. Mezistupněm je karoserie polonosná. Různé části karoserie jsou vyrobeny z různých materiálů. Používány jsou běžné konstrukční oceli, nízko a vysokolegované oceli, oceli s transformačně indukovanou pevností, nerezové oceli, tvárná litina, hliníkové slitiny, plasty aj. Karoserie hraje velmi důležitou roli při zajišťování aktivní i pasivní bezpečnosti vozidla. Proto obsahuje deformační zóny, jejichž účelem je pohltit při nehodě co největší množství energie.
Podle způsobu, jakým jsou v karoserii odděleny prostory pro motor, posádku a náklad rozdělujeme osobní vozy na:

#### Jednoprostorové
Motor, posádka i náklad od sebe nejsou odděleny pevnými příčkami karoserie. Tato konstrukce se dnes již nepoužívá.

#### Dvouprostorové
Prostor pro motor je oddělen od prostoru pro posádku a náklad.

#### Tříprostorové
Oddělené prostory pro motor, posádku i náklad.
Podle tvaru karoserie rozlišujeme tyto typy osobních automobilů:

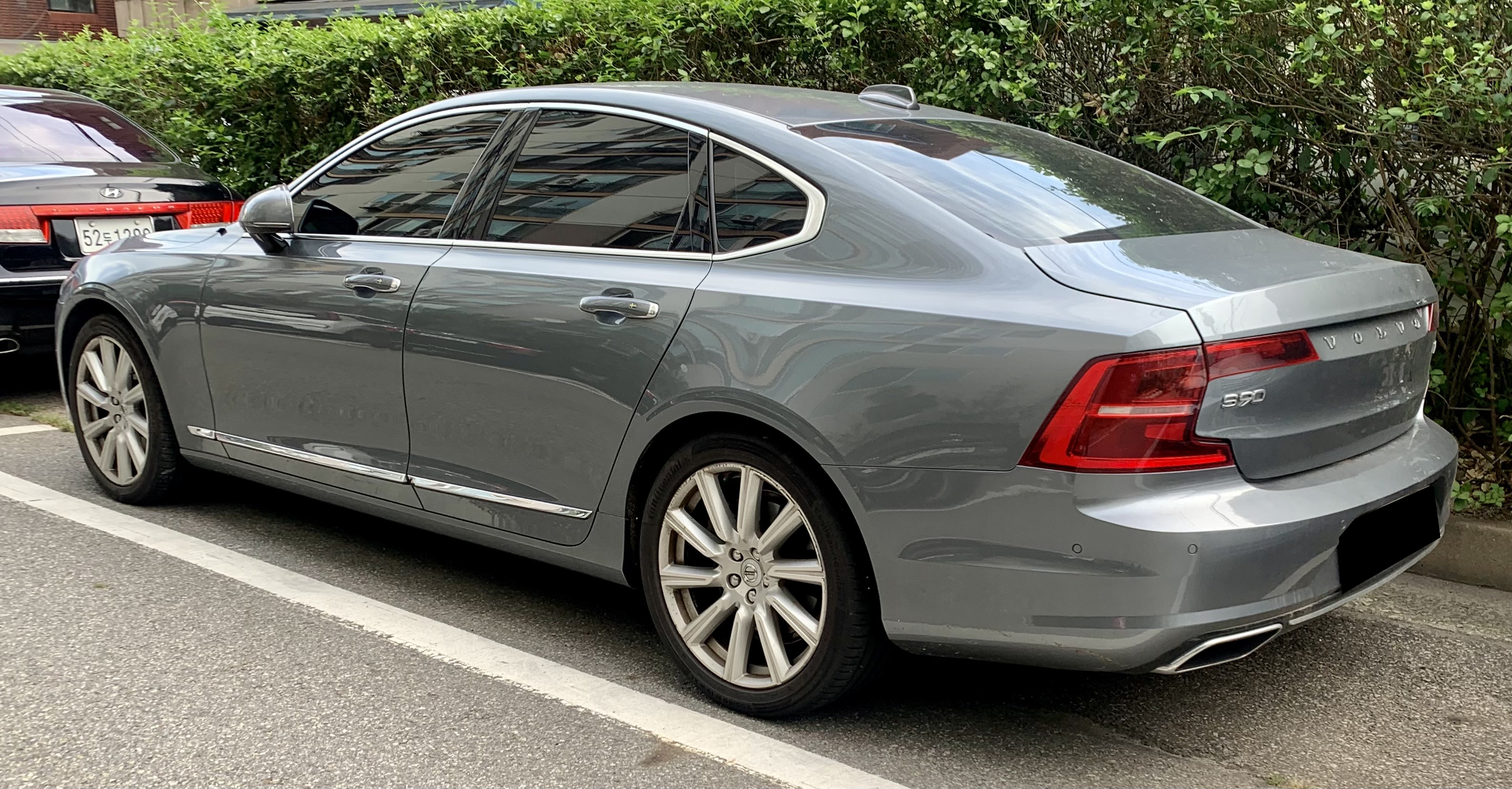
Sedan. Tříprostorová čtyřdveřová karoserie pro 4–5 osob. Zadní stěna zavazadlového prostoru je svislá s výraznou hranou. Příklad: Volvo S90
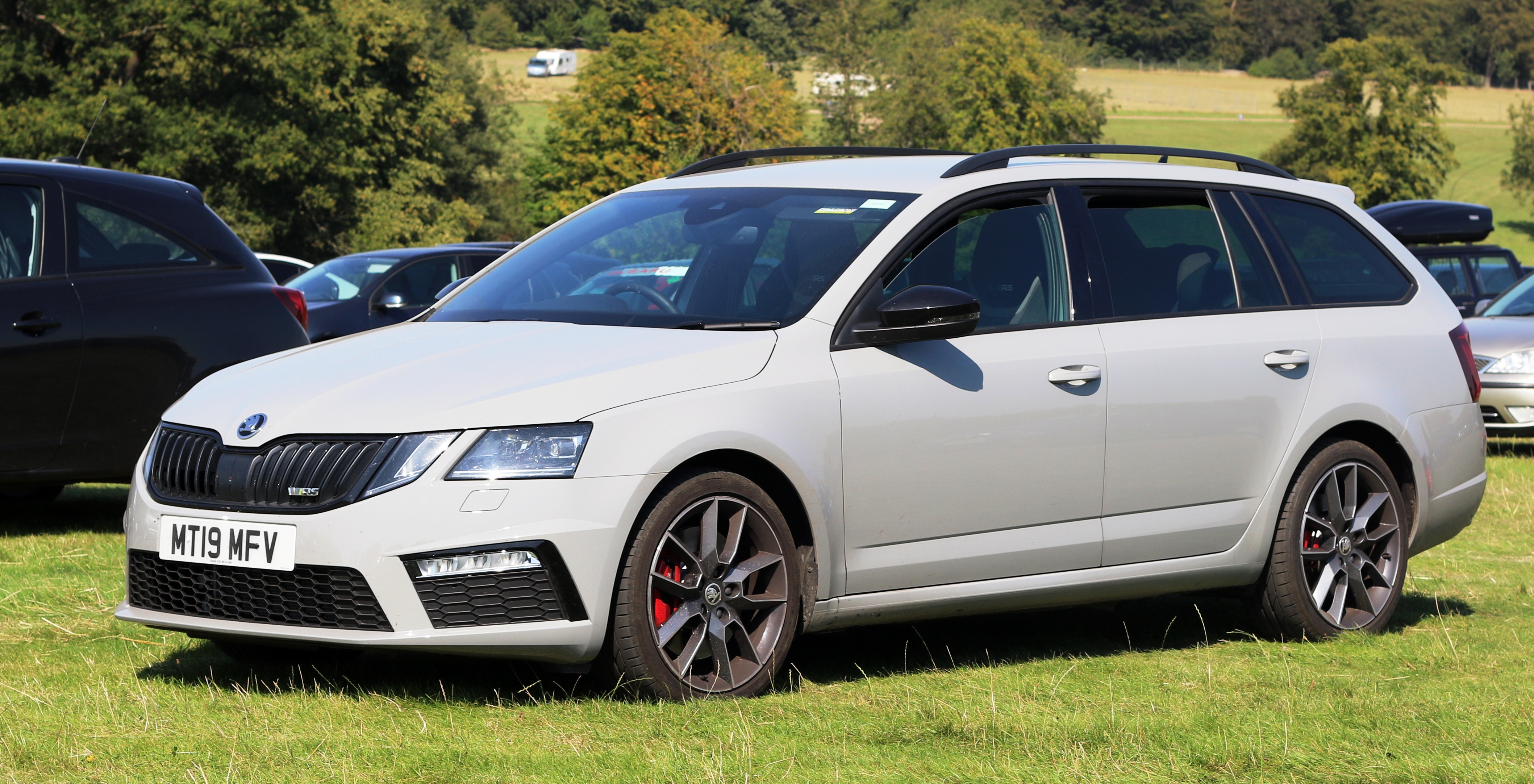
Kombi. Dvouprostorová pětidveřová karoserie pro 4–7 osob. Prostor pro zavazadla je zvětšen, přístupný dveřmi ukotvenými ve střeše vozu. Příklad: Škoda Octavia.
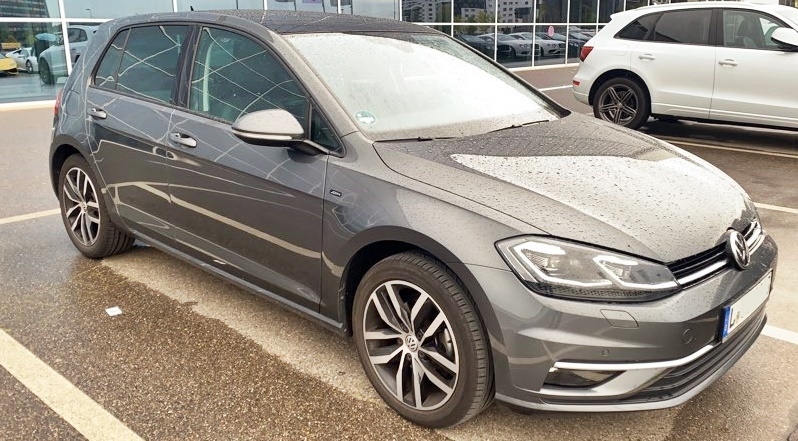
Hatchback. Dvouprostorová tří- nebo pětidveřová karoserie pro 4–5 osob. Zavazadlový prostor je přístupný dveřmi, které jsou ukotveny ve střeše vozu. Příklad: Volkswagen Golf.
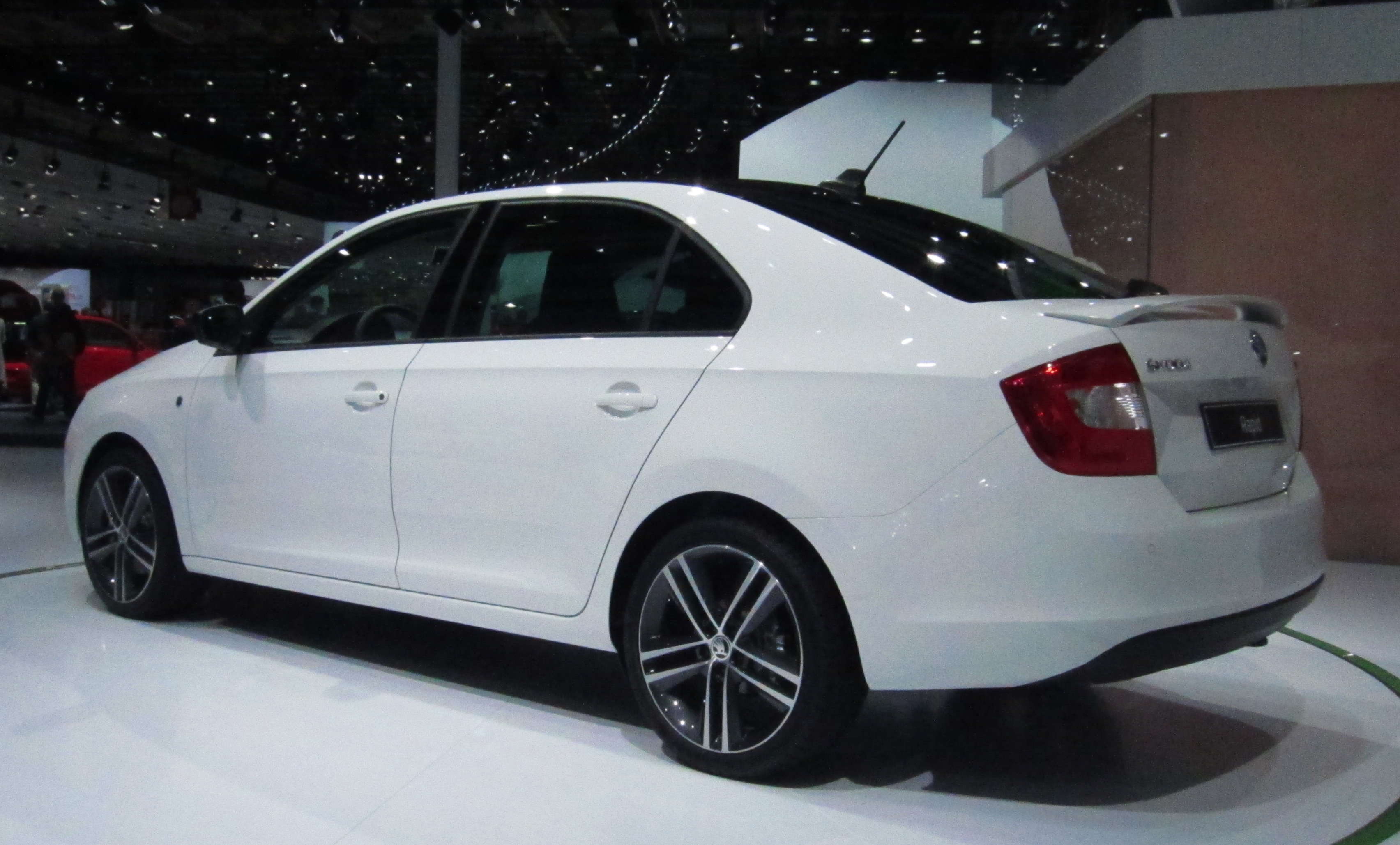
Liftback. Dvouprostorová pětidveřová karoserie pro 4–5 osob vzhledově podobná sedanu. Výklopná je ovšem celá záď včetně zadního skla, blíží se tak hatchbacku. Příklad: Škoda Rapid.
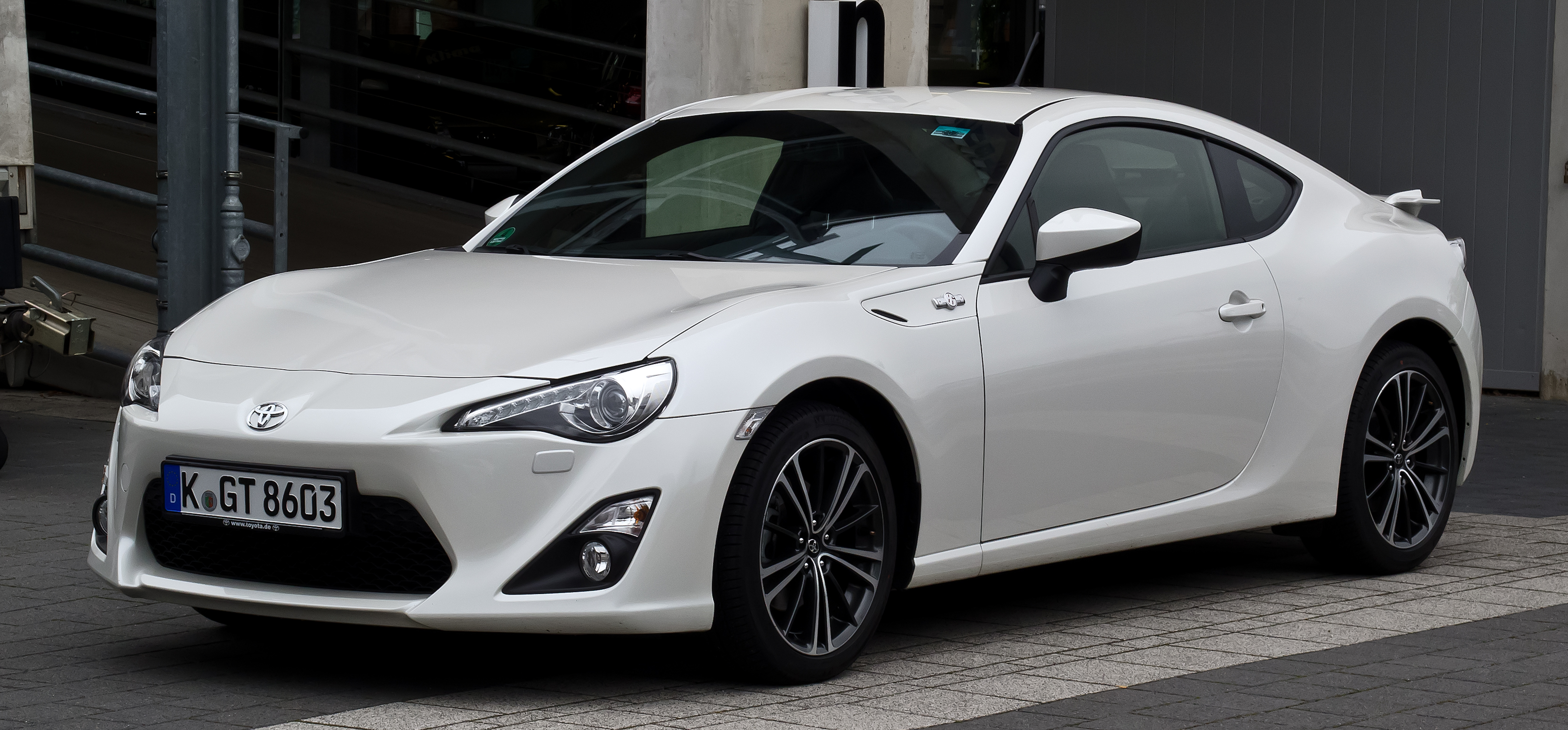
Coupé. Dvoudveřová tříprostorová karoserie určená pro 2–4 osoby. Záď vozu se směrem dozadu silně svažuje. Tato koncepce se využívá především u sportovně zaměřených vozů. Příklad: Toyota GT86.
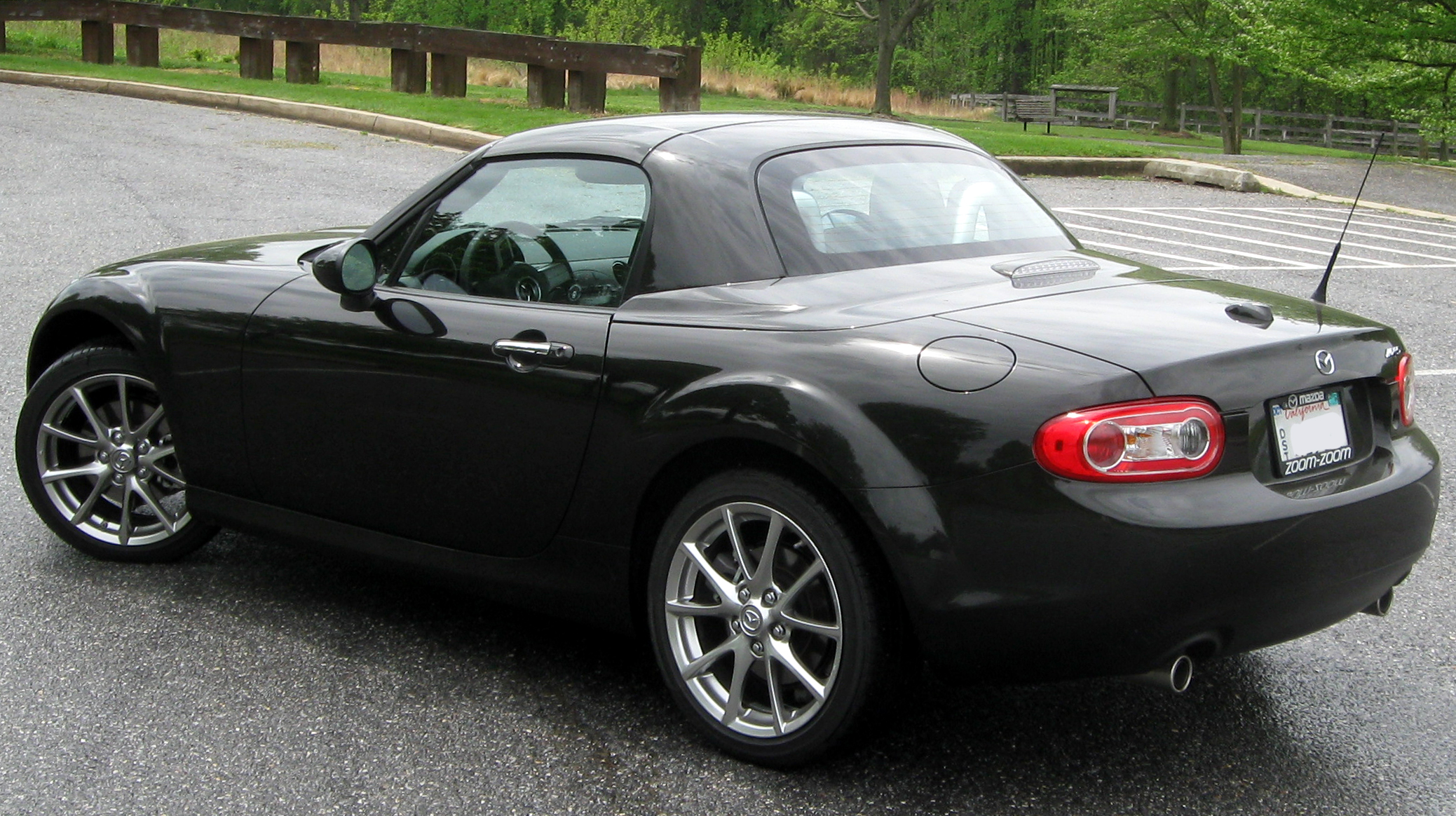
Kabriolet. Tříprostorová otevřená dvou- nebo čtyřdveřová karoserie pro 2–4 osoby. Některé vozy mají ještě druhou řadu sedadel, na které je ale prostor pro cestující velmi stísněný. Střecha je obvykle plátěná nebo kovová, skládací. V případě pevné střechy se užívá také označení coupé kabriolet (CC). Příklad: Mazda MX-5.
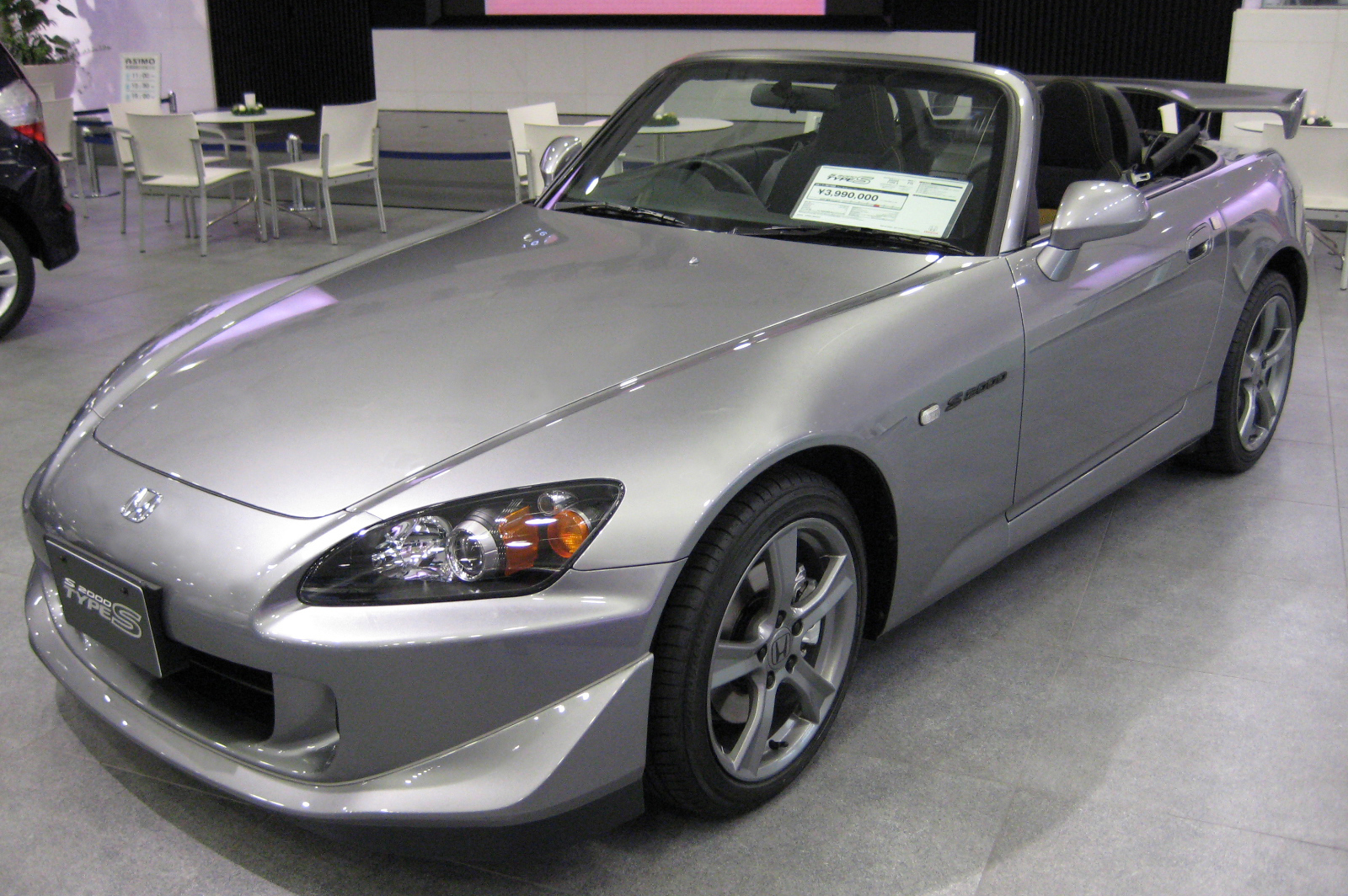
Roadster. Dvoudveřová tříprostorová karoserie pro 2–3 osoby. Jen jedna řada sedadel, střecha plátěná skládací nebo pevná odnímatelná (tzv. hard-top). Příklad: Honda S2000.
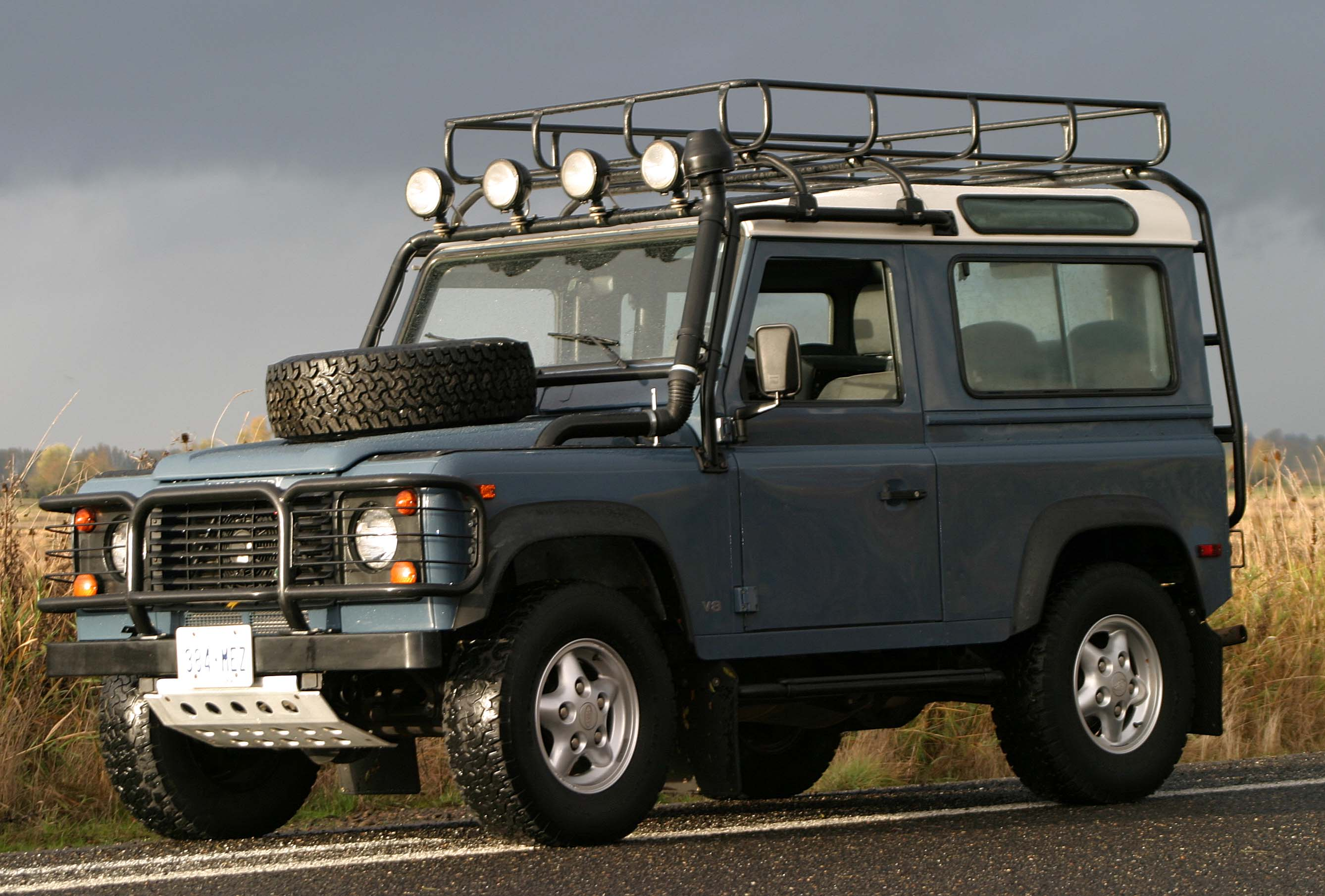
Off-road. Dvouprostorová pětidveřová karoserie pro 4–9 osob. Stavba karoserie je podřízena dobré průchodnosti terénem. Má větší světlou výšku a velké nájezdové úhly. Příklad: Land Rover Defender.
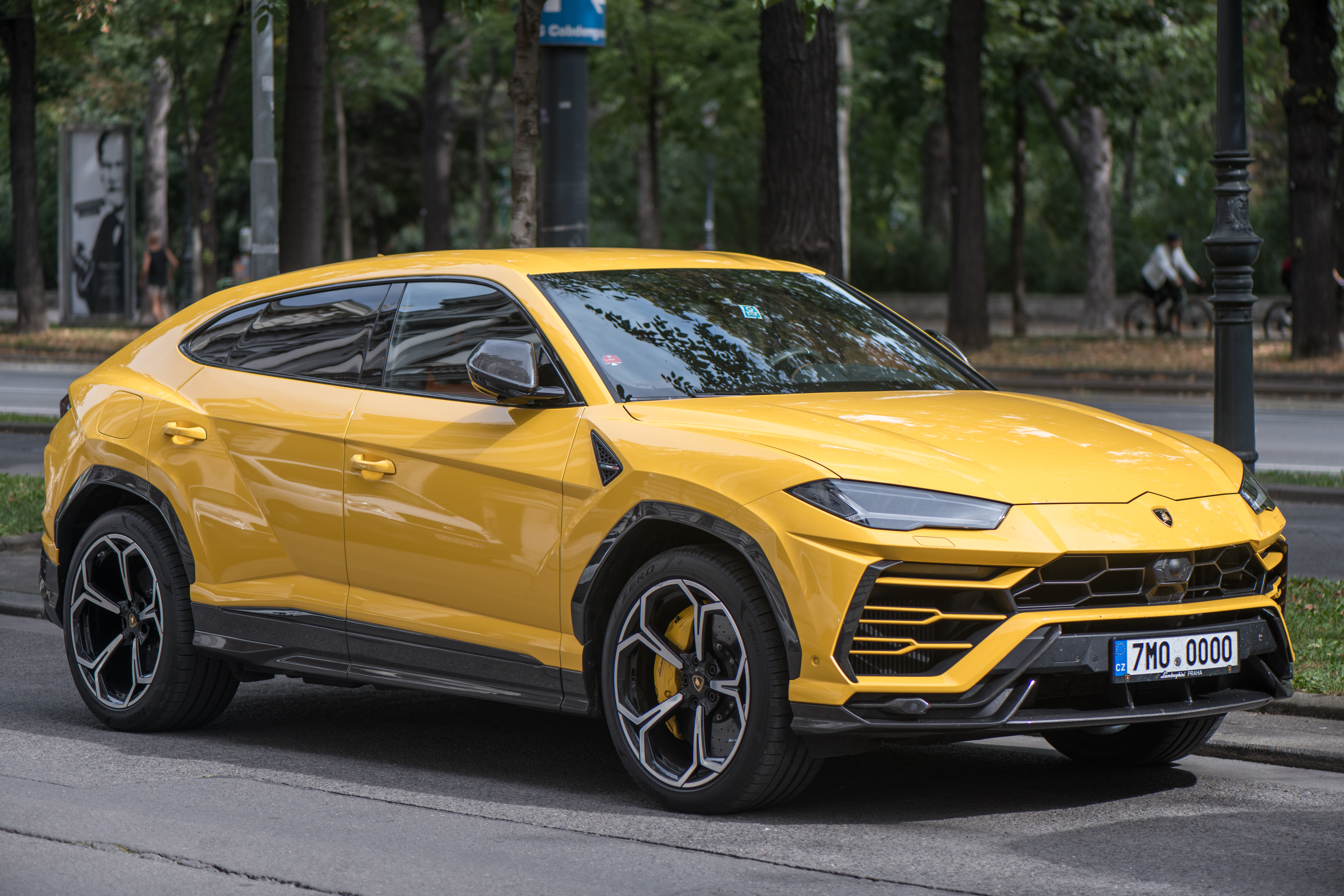
SUV (Sport Utility Vehicle, sportovní užitkový vůz.) Dvouprostorová pětidveřová karoserie pro 4–7 osob. Vzhled se snaží evokovat off-road, konstrukce je však zaměřena hlavně na jízdu po silnici, ale v některých případech je do různé míry upravena i pro zvládnutí lehčího terénu. Příklad: Lamborghini Urus
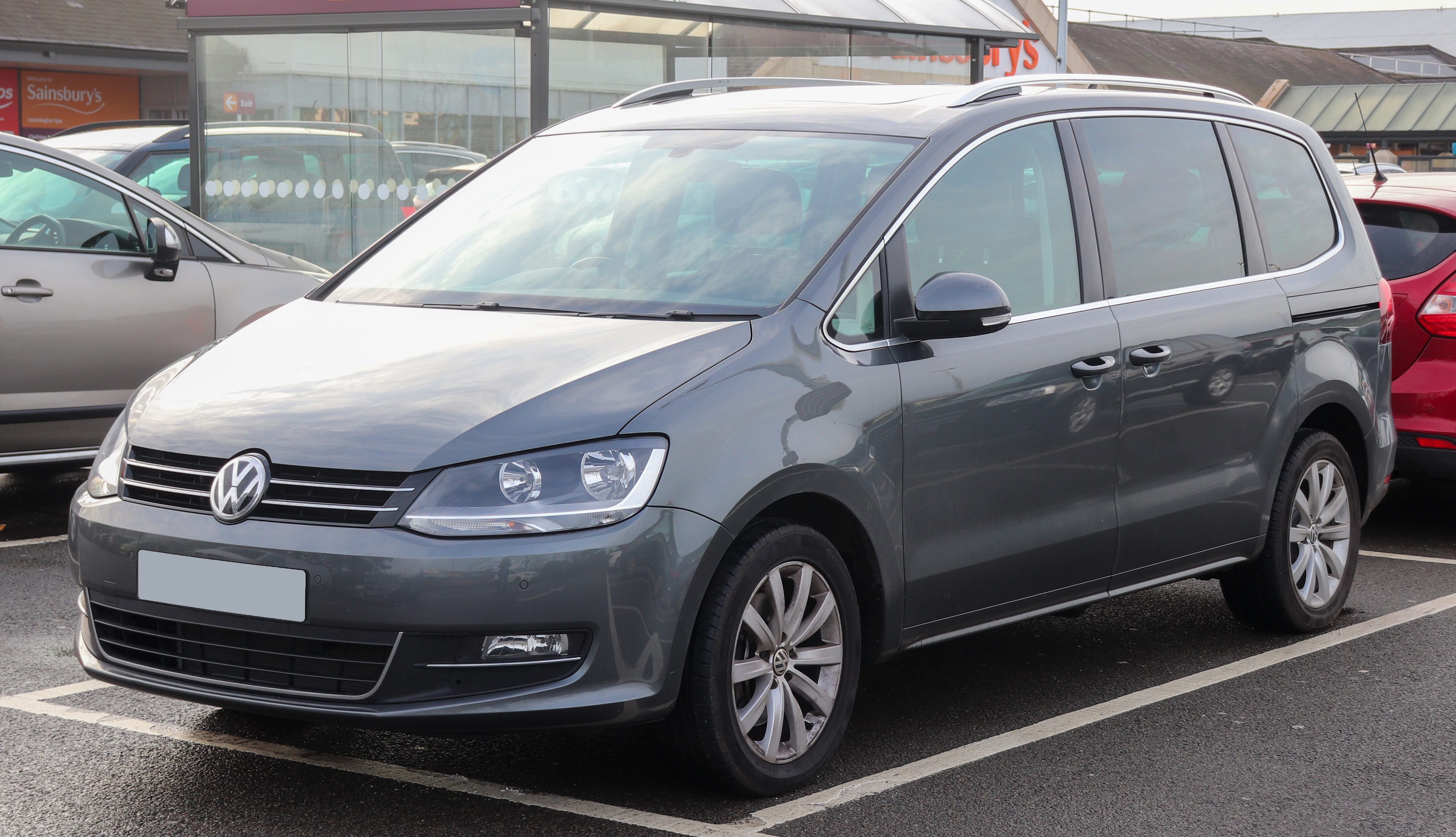
MPV (Multi Purpose Vehicle, víceúčelový vůz.) Dvouprostorová karoserie pro 5–7 osob. Pětidveřová, případně s posuvnými zadními dveřmi. Auta zaměřená pro rodinu, velký vnitřní prostor s variabilním uspořádáním. Příklad: Volkswagen Sharan
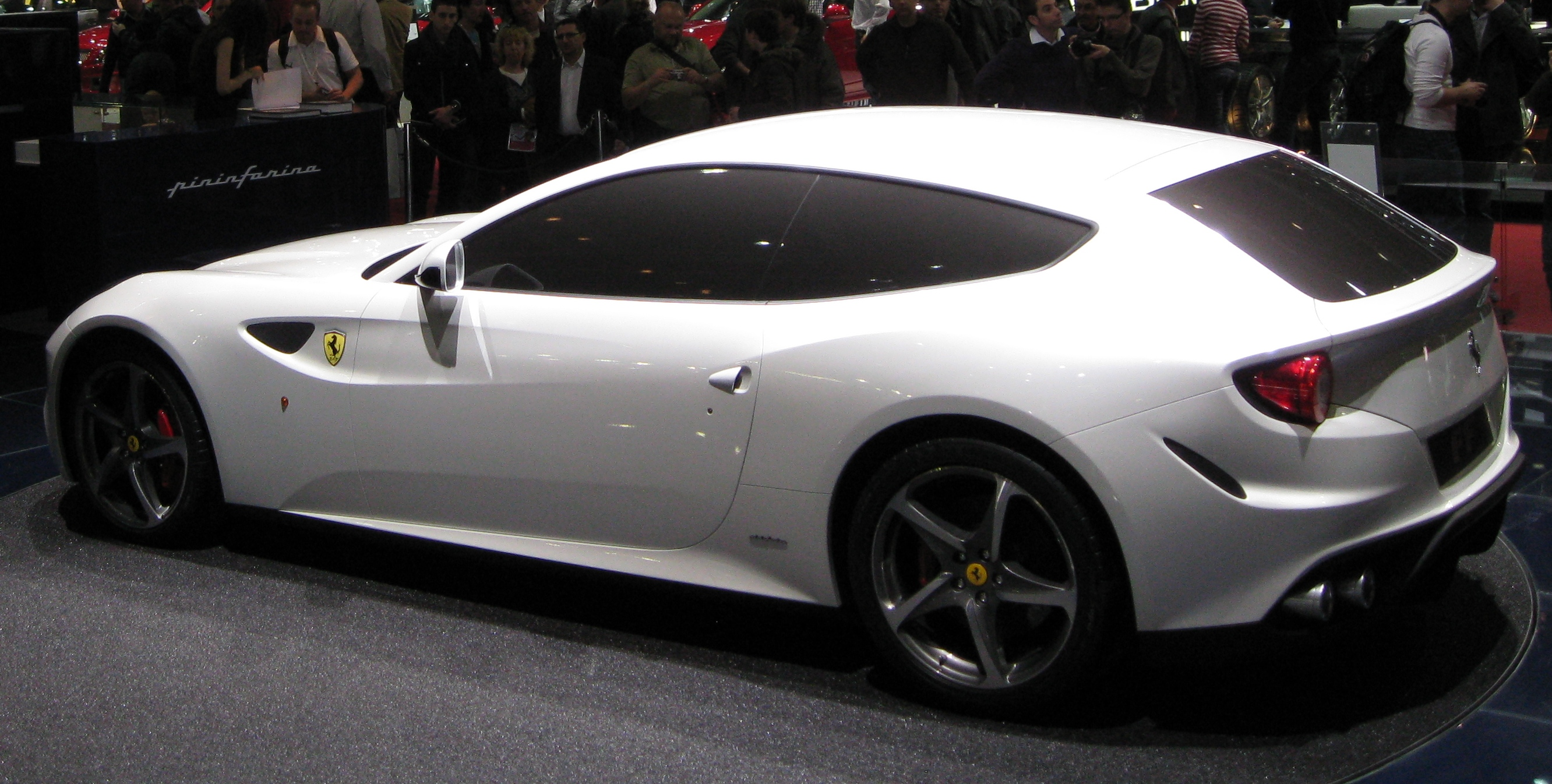
Shooting brake. Automobil kombinující coupé a combi, zjednodušeně třídveřové combi. Dvouprostorová karoserie pro 4–5 osob. Příklad: Ferrari FF.
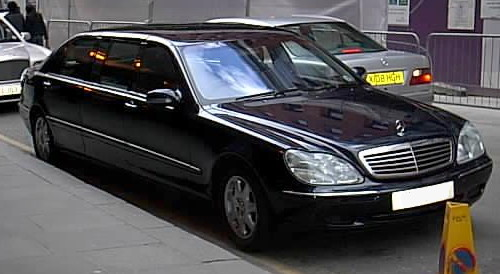
Limuzína. Tříprostorová čtyř- až šestidveřová karoserie pro 6 až 9 cestujících, prostor pro cestující je zpravidla oddělen mezistěnou od prostoru řidiče. Příklad: Mercedes-Benz S600 Pullman.

### Podvozek
Podvozek vozidla se skládá z přední a zadní nápravy, odpružení, vozidlových kol, brzdové soustavy a řízení. Podvozek zásadním způsobem ovlivňuje jízdní vlastnosti vozidla.
Přední náprava osobních automobilů je řídící. Podle toho, jaká náprava je hnací a kde je uložen motor, rozlišujeme koncepci vozidla:

#### Klasická koncepce
Motor, spojka a převodovka jsou umístěny vpředu, většinou podélně, rozvodovka vzadu. Hnací náprava je zadní. Přenos hnacího momentu z převodovky na rozvodovku je kardanovým hřídelem. Výhodou je rovnoměrnější rozložení hmotnosti na nápravy a oddělení řízení a pohonu na jednotlivé nápravy. Tuto koncepci používají např. vozy Mercedes-Benz, BMW a také např. vozy VAZ Lada 2101–2107.

#### Přední pohon
Všechny části pohonu jsou umístěny u přední hnací nápravy. Výhodou je větší variabilita prostoru posádky a nákladového prostoru. Tuto koncepci používá v současnosti velké množství výrobců. Motor je uložen většinou napříč, někdy též podélně (Audi).

#### Zadní pohon
Všechny části pohonu jsou umístěny u zadní hnací nápravy. Výhodou je většinou lepší trakce. Motor může být uložen před zadní nápravou (označuje se jako provedení s motorem uprostřed) s lepším rozložením hmotnosti blíže středu vozidla. Většinou se využívá u supersportovních vozů. Také může být motor umístěn nad nebo až za zadní nápravou, s větší variabilitou prostoru posádky oproti předchozímu, ale s horším poměrem rozložení hmotnosti.

#### Nápravy
Přenášejí tíhovou sílu karoserie, hnací, brzdné a setrvačné síly. Svým pohybem umožňují řízení vozidla a odpružení.
Nápravy podle řiditelnosti:
- řízená (řídící, řiditelná)
- neřízená

Nápravy podle brzditelnosti:
- brzděná
- nebrzděná

Nápravy podle pohonu:
- hnací (hnaná, poháněná, záběrová)
- volná (nehnaná, nepoháněná)

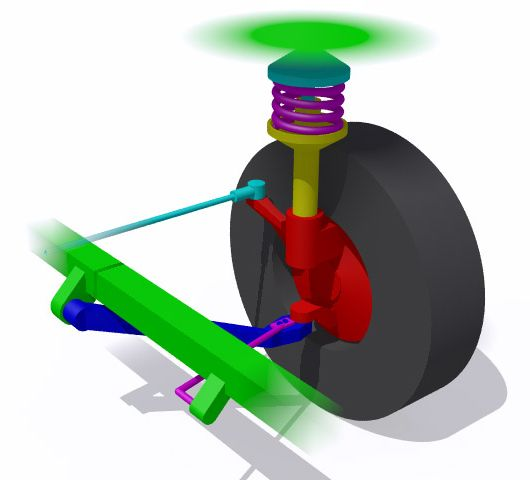
Náprava typu McPherson.

V souvislosti s pohonem náprav se používá tzv. znak náprav obsahující informaci o celkovém počtu náprav a o tom, kolik jich je hnaných. Nejběžnější uspořádání má znak náprav 4x2 (čtyři kola celkem a z toho dvě hnaná). Pohon obou náprav je označován 4x4. Zmatení může nastat u náprav s dvojmontáží. Toto zaužívané označování tedy používá zjednodušení 1 náprava = 2 kola.
Podle konstrukce rozlišujeme:
- Nápravu McPherson
- Víceprvkovou nápravu
- Lichoběžníkovou nápravu
- Klikovou nápravu
- Úhlovou nápravu
- Kyvadlovou náprava
- Tuhou nápravu
- Nápravu De Dion
- Chapmanovu napravu

### Brzdová soustava
Brzdová soustava slouží k úpravě rychlosti pohybujícího se automobilu na nižší hodnotu (případně k udržení rychlosti na určité hodnotě při jízdě ze svahu) a k zabezpečení parkujícího vozidla před samovolným rozjetím ze svahu nebo odtlačením nenechavci. Během brzdění vozidla dochází k přeměně jeho kinetické energie disipací nebo rekuperací. Protože rekuperace je problematické řešení, běžně se používají disipační třecí brzdy kotoučové a bubnové. Pohybová energie vozidla se u nich mění v teplo projevující se vzrůstem teploty činných ploch třecích elementů. Z nich dále teplo přechází do okolního vzduchu.
Brzdy bývají umístěny v každém kole a jsou dimenzovány pro požadovaný brzdný výkon. V zásadě lze intenzivněji brzdit přední kola, protože točivý moment vzniklý při brzdění převrací vozidlo na předek a zadní kola odlehčuje. Zatížené kolo se začíná smýkat při větší brzdné síle, než kolo odlehčené a naopak odlehčené kolo nelze příliš brzdit, neboť se snadněji smekne. Významné bývá i umístění hnacího agregátu, který podstatně zatěžuje přilehlou nápravu. U dnes nejběžnějšího uspořádání motoru vpředu vycházejí přední brzdy mnohem výkonnější než brzdy zadních kol.
Kotoučové brzdy se používají na přední, někdy i na zadní kola. Holé kotouče se snáze ochlazují okolním vzduchem a tak při stejném výkonu vycházejí rozměrově menší než bubnové. Výhodná je i snadná výměna brzdných elementů. Pro brzdění zadních kol není příliš vhodná (komplikovaná konstrukce ruční brzdy, koroze kotoučů).
Bubnové brzdy mají výhodu v uzavřené konstrukci do jisté míry chráněné před korozí. Dodnes se používají u některých aut k brzdění zadních kol i pro jednoduchost realizace mechanizmu ruční parkovací brzdy. Zadní bubnové brzdy se navrhují rozměrově větší, než by bylo nutné pro provozní brzdění, aby ruční mechanická (parkovací) brzda byla účinná. K provoznímu brzdění se však používá hydraulický tlak snížený redukčními ventily a tak je výkon zadních brzd snížen ve prospěch životnosti jejich obložení. Zejména u užitkových vozidel je zadní náprava zatížena různě podle hmotnosti nákladu. Ke korekci brzdného tlaku pak slouží redukční ventily s mechanickou regulací redukčního účinku podle zatížení zadní nápravy.
Pro absenci vůlí, spolehlivost a jednoduchost realizace se používají brzdy s hydraulickým rozvodem brzdné síly. Pro zvýšení spolehlivosti se rozvody rozdělují do dvou relativně samostatných okruhů. Ztráta tlaku v jednom okruhu nezpůsobí úplné selhání brzd. Většinou jsou v jednom okruhu levé přední s pravým zadním a pravé přední s levým zadním kolem. Při selhání jednoho z okruhů je brzdění dost nesymetrické, takže poruchu nelze přehlédnout, jak by se to mohlo stát, kdyby byly v jednom okruhu zadní a v druhém přední kola.
Větší nákladní vozidla a traktory mají vzduchový kompresor jako zdroj tlaku pro pneumatické brzdové rozvody. Není-li v soustavě tlak, brzdy plně brzdí. Zvýšením tlaku se odbrzdí. Během jízdy se přibrzďuje odpouštěním tlaku z pracovních válců. Vozidlo může zahájit jízdu až po natlakování soustavy. Vzduch je dokonale ekologické a stále dostupné médium, takže jeho únik při zapojování a odpojování vlečných souprav není problém. Proto se vzduchové brzdy používají u vozidel určených k vlečení přívěsů a návěsů. Často tato vozidla mají svou vlastní brzdovou soustavu hydraulickou a soustavu pneumatickou mají jen pro brzdění přívěsů. Hlavní nevýhodou vzduchových brzd je možnost zamrzání za nízkých teplot. Když z tohoto nebo jiného důvodu dojde k úniku tlaku ze soustavy během jízdy, jsou kola přibrzďována. Když si toho řidič včas nevšimne, může dojít k takovému zahřátí brzd, že explodují pneumatiky.
U osobních vozidel se běžně používá podtlakový posilovač brzd využívající sníženého tlaku v sacím potrubí motoru k usnadnění ovládání brzdového pedálu řidičem.
U automobilů, určených pro převoz těžkých nákladů, by bylo neekonomické dimenzovat běžné brzdy na tak enormní zatížení, jakému by byly vystaveny při sjíždění táhlých svahů. Pro takové situace jsou nákladní automobily a autobusy vybaveny motorovým retardérem. Rovněž běžný čtyřdobý spalovací motor má při deceleraci brzdící účinek.

#### ABS
Bezpečnostní systém ABS zabraňuje zablokování kola při brzdění. Snaha uplatnit elektroniku k řízení brzdného procesu vedly v nedávné době k prosazení systémů ABS ve výbavě běžných osobních automobilů.
Je-li elektronika systému ABS nefunkční, brzdová soustava by měla fungovat klasicky. ABS ale většinou zahrnuje i EBD jako elektronickou náhradu mechanických reduktorů tlaku pro zadní kola. Při vysazení elektroniky jsou pak zadní kola přebrzďována.
Dokonalejší elektronické systémy řízení brzd jsou nadstavbami ABS a spolupracují s řídícími systémy motoru. Jsou to systémy MSR, ASR a ESP. MSR brání smyku při brzdění motorem, ASR brání prokluzu kol při akceleraci. ESP stabilizuje vozidlo podle čidel zrychlení v různých směrech.
Systém EDL (něm. EDS), přidává k ABS funkci elektronické závěrky diferenciálu. Přibrzdí prokluzující se kolo a tím umožní přenos hnacího momentu na protější kolo.
Další přidanou funkcí je HSA (Hill Start Assist), bránící couvnutí vozidla při rozjezdu do kopce.

### Hnací soustava
Hnací soustavu tvoří motor, spojka, převodovka, rozvodovka a hnací hřídele. Většinou tyto součásti tvoří kompaktní celek pohánějící blízkou nápravu. U vozidel s náhonem na vzdálenou nápravu rozvodovka není součástí převodovky a točivý moment z převodovky se do rozvodovky přenáší torzní tyčí, tzv. Kardanovou hřídelí.
Mezi motor a převodovku je vložena spojka zabezpečující bezrázové připojení motoru ke zbytku hnací soustavy. V současnosti se automobily opatřují převážně kotoučovou spojkou s talířovou pružinou. Kotouč takové spojky je unášen čelní plochou setrvačníku motoru a pohání vstupní drážkovaný hřídel převodovky.
Převodovka ať již manuální, nebo automatická, slouží k volbě převodu otáček motoru na otáčky kol automobilu. V současnosti se automobily opatřují převážně manuální synchronizovanou převodovkou. Automatické převodovky se prosazují pomalu a největší tradici mají v USA. Převodovka skutečných terénních a některých nákladních vozidel je vybavena redukcí. To je převod, jehož zařazením lze vynásobit převodový poměr celé převodovky a zdvojnásobit tak počet převodových stupňů. Pro pohyb v náročném terénu a převážení těžkých nákladů je takové řešení nezbytné.
Dvoudobému motoru mazanému olejem v palivové směsi neprospívá brzdění motorem. Do motoru pak nepřichází benzín, ale ani žádný olej. Motoru tak může hrozit zadření. Proto se automobily s dvoudobými motory opatřovaly volnoběžkou účinkující na všechny, nebo u pokročilejších konstrukcí jen na nejvyšší rychlostní stupeň. S volnoběžkou není třeba vyřazovat rychlost při jízdě z kopce. Určitou nevýhodou je nemožnost brzdit motorem, nebo nahodit motor roztlačením auta.
Pro použití v automobilech musí být převodovky minimálně hlučné, maximálně účinné a nepříliš výrobně náročné. Ozubená kola převodů jsou většinou čelní s šikmým evolventním ozubením. Přímá ozubení se pro svou hlučnost používají pouze u zpátečky a na věnci setrvačníku, tedy u ozubení, která jsou v činnosti jen po omezenou dobu. Vyrábějí se obrážením, zatímco šikmá ozubení se vyrábějí metodou odvalovacího frézování. Pro další omezení hlučnosti převodů se na ozubení aplikuje tzv. „shaving“, díky němuž předtím kosodélníkový průřez zubu získá mírně soudkovitý tvar.
Rozvodovka zabezpečuje přenos hnacího momentu od převodovky na hnací hřídele nápravy. Zabezpečuje základní převodový poměr, který se násobením skládá s převodovým poměrem převodovky a tvoří tak celkový převodový poměr. Důležitou součástí rozvodovky je diferenciál zabezpečující rozdělení hnacího momentu mezi levé a pravé kolo. U pohonů obou náprav se používá též mezinápravový diferenciál se spojkou, která umožňuje vypnout pohon druhé nápravy. Při prokluzu kola je znemožněn přenos hnací síly na kola. K zamezení tomuto jevu slouží uzávěrka diferenciálu. Používá se u terénních automobilů. Diferenciál může být i samosvorný (resp. s omezenou svorností, většinou lamelový, nebo se šnekovými ozubenými koly typ torsen). Funkci uzávěrky může částečně suplovat systém EDL (něm. EDS), což je nadstavba elektronického řízení brzd ABS, a sice přibrzďováním prokluzujícího kola s nízkou trakcí (z principu funkce ale nemůže dosáhnout stejné účinnosti přenosu kroutícího momentu, jako mechanická uzávěrka)
Hnací hřídele (též poloosy) přenášejí točivý moment od rozvodovky na kola. Je-li poháněna řiditelná náprava, musí být hřídele opatřeny stejnoběžnými klouby. Na vnitřní klouby (u převodovky) se používají stejnoběžné klouby typu tripode a jako takové nepřenášejí axiální sílu na ložiska rozvodovky. Klouby jsou naplněny plastickým mazivem a zakryty prachovkami. Tyto prachovky brání kloub proti prachu a vodě. Při poškození prachovky dojde brzy ke zničení drahého kloubu. Protože prachovky se nalézají často v blízkosti výfukového potrubí, jsou i mechanicky hodně namáhány a jejich výměna není snadná, musí být vyrobeny z velmi kvalitního materiálu.
Homokinetické klouby jsou výrobně náročné a ve světě je produkuje jen několik specializovaných firem. Od známé značky Löbro (Löhr & Bromkamp GmbH, dnes součást GKN) pochází slangový název pro hnací hřídel se stejnoběžným kloubem 'lebro'. Za zmínku stojí ještě CIFAM se sídlem v Cologne v Itálii (dnes součást Metelli S.p.A.) a značka KAMOKA® zastupující produkci z USA, Japonska, Hongkongu a zemí Dálného východu.
U běžných osobních automobilů poloosa pohání přímo kolo. U některých konstrukcí nákladních a terénních vozidel poloosa pohání jednoduchý ozubený převod umístěný v prostoru kola (tzv. kolová redukce). Díky tomu se daří umístit poloosu výš než je samotná osa kola a vozidlo má lepší průchodnost terénem. Hnací hřídele také vycházejí tenčí.
Pohon automobilu může být vybaven funkcí tempomat. Ve hnací soustavě plní důležitou roli maziva.

## Informační systém
Moderní automobily disponují informačními systémy, které jsou připojeny i k internetu. Přístup uživatele je přes infotainment.
Výrobci automobilů shromažďují data a osobní informace o řidičích z mobilních telefonů připojených k informačním systémům a propojených služeb Google. Ty využívají pro cílenou reklamu, ale rovněž je přeprodávají dalším subjektům.

## Automobilové rekordy
- Rychlost 100  km/hod překonal v roce 1899 elektromobil „La Jamais Contente“ Camille Jenatzyho.
- Rychlost 200 km/hod překonal v roce 1906 parní automobil firmy Stanley Brothers řízený Fredem Marriottem.
- Rychlost 1000 km/hod překonal v roce 1970 automobil s raketovým motorem The Blue Flame firmy Reaction Dynamics řízený Gary Gabelichem.
- Rychlost zvuku překonal v roce 1997 automobil Thrust SSC.

## Statistika
Roku 1986 bylo na světě přibližně půl miliardy automobilů a roku 2010 miliarda. Roku 2015 pak 947 miliónů osobních aut a 335 miliónů nákladních aut. V EU28 vzrostl počet osobních aut z 163 miliónů v roce 1990 na 254 miliónů v roce 2015 (tedy nárůst o 55 %). V ČR, ale i v celé EU, bylo roku 2016 průměrně půl osobního auta na obyvatele. Před vstupem ČR do EU byl u nových členů (tzv. EU12) průměrný roční nájezd aut zhruba 4000 km a rostl, ale celkově v EU nájezd jednotlivých aut mírně klesá (zhruba 12000 km v roce 2018) při rostoucím počtu aut (zhruba půl auta na obyvatele v roce 2018)